# Анантнатха
Анантнатха (каннада ಅನಂತನಾಥ) — в джайнской традиции — 14-й тиртханкара нашей эпохи. Согласно джайнскому учению, он стал сиддхой, полностью сбросив с себя карму. Отец — король Синсен, мать — королева Суяша. Родился в городе Айодхья, на 13 день второй половины индийского месяца вайшакха.
Занял королевский трон, а после долгого правления стал аскетом. На 14 день второй половины месяца вайшакха Анантнатха достиг всеведения. Его первая речь была посвящена основам материи и жизни. У Анантнатхи было 50 основных учеников, старшего из которых звали Яш. Достиг нирваны на 5 день светлой половины месяца чайтра.